# Манглисская и Тетрицкаройская епархия
Мангли́сская и Тетрицкаро́йская епа́рхия (груз. მანგლისისა და თეთრიწყაროს ეპარქია) — епархия Грузинской православной церкви с кафедрой в церкви (позже монастыре) Манглиси.

## История
Манглиси являлся одним из главных культурно-религиозных центров Грузии: стратегическое положение монастыря на пути, связывающем центральные области царства Картли с Византией, способствовало его быстрому подъёму после Крещения Грузии в начале IV века. Во второй половине V века царь Картли Вахтанг Горгасали основал 13 епархий, в том числе и Манглисскую.
К моменту упразднения царства Картли-Кахети архиепископ Манглисский ещё числился среди архиереев Восточной Грузии, но вскоре «архиерейские епархии… Манглисская и Болнисская, кои давно уже разорены от неприятеля», вошли в состав Тбилисской епархии. Постановление от 3 января 1805 года «о разводе царевича Давида с супругой Еленой» скрепил подписью уже «митрополит Тифлисский, Манглисский и Болнисский и кавалер Арсений». После упразднения автокефалии Мцхетского (Восточногрузинского) католикосата Грузинской православной церкви (ГПЦ) (30 июня 1811 года) территории Тбилисско-Манглисско-Болнисской епархии вошли в состав вновь образованной Мцхетско-Карталинской епархии.
После восстановления автокефалии ГПЦ в 1917 году решением I Поместного собора 8—17 сентября того же года территории исторической Манглисской епархии вошли в состав новообразованной Тифлисской епархии. Мцхетская и Тифлисская епархии были официально объединены на II Соборе ГПЦ, прошедшем 27 июня — 7 июля 1920 года.
С 18 марта по 13 июня 1922 года титулярным епископом Манглисским был Христофор (Цицкишвили). 4 июля 1927 года на IV Поместном соборе Грузинской православной церкви было вынесено решение о выделении Манглисской епархии из состава Мцхетско-Тифлисской, управляющим Манглисской епархией был назначен митрополит Ниноцминдский Каллистрат (Цинцадзе). В состав Манглисской епархии вошли территории исторической грузинской провинции Сабаратиано (земли древних Манглисской и Цинцкаройской епархий), западная часть Тифлисского уезда — территории между Цхнети, Телети, Тетри-Цкаро и Манглиси.
13 января 1974 года во епископа Манглисского был хиротонисан настоятель церкви в честь Рождества Пресвятой Богородицы в Дидубе (Тбилиси) протоиерей Георгий Гонгадзе, ставший первым правящим архиереем епархии с момента её восстановления.
В сентябре 1995 года на XIII Соборе ГПЦ на основе Манглисской епархии и Агарак-Цалкской епархии были созданы Манглисско-Цалкская и Болнисско-Дманисская епархии. В 1998 года в Манглисско-Цалкской епархии действовали 8 храмов: собор в Манглиси, церкви во имя святых Архангелов в Алгети, во имя святителя Николая в Тетри-Цкаро, в честь Успения Пресвятой Богородицы в городе Цалка, во имя великомученика Георгия в Бешташени, во имя равноапостольной Нины в Коде, во имя святых Архангелов в Гумбати, во имя Святой Троицы в Санти.
11 октября 2013 года решением Священного синода Грузинской православной церкви из Манглисско-Цалкской епархии был выделен муниципалитет Цалка и учреждена Цалкская епархия, оставшаяся территория получила наименование Манглисско-Тетрицкаройской епархии в составе муниципалитета Тетри-Цкаро и села Манглиси.

## Епископы
- 18 марта — 13 июня 1922 — Христофор (Цицкишвили)  титулярный
- 27 марта — 4 июля 1927 — Ефрем (Сидамонидзе) в/у, еп. Сухумо-Абхазский
- 4 июля 1927 — 3 февраля 1952 — Каллистрат (Цинцадзе)  митрполит Ниноцминдский, с 21 июня 1932 католикос-патриарх
- 1959—1972 — Давид (Девдариани)  митр. Урбнисско-Маргветский, затем как католикос-патриарх
- 13 января 1974 — 1 октября 1980 — Георгий (Гонгадзе)
- 1 октября 1980 — 25 августа 1986 — Фаддей (Иорамашвили)
- 25 августа 1986 — 15 мая 1992 — Константин (Меликидзе)  в/у, митр. Батумско-Шемокмедский
- 17 мая — 25 декабря 1992 — Иов (Акиашвили)
- c 25 декабря 1992 — Анания (Джапаридзе)